# 铁饭碗

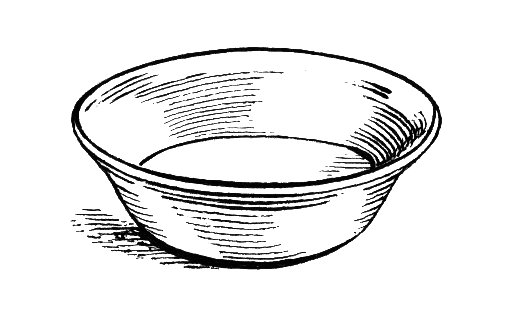

铁饭碗意指沒有失業風險的工作和工资体制，因为漢語語境經常以「飯碗」指代工作，加上此類工作的永久性和稳定性，使到工作本身允如铁一般地坚硬，所以高度穩定的工作就有了此一称号。傳統上公务员、军官、警察及公立學校教學職員以及事業單位的在編人員等都基本上屬於鐵飯碗。

## 铁饭碗的历史
中华人民共和国成立后，按照政治理念，实行了社会主义建设的步伐。私有企业被国有企业取代，而政府成为了国家最大的雇主。学生在毕业之后都会被派到单位里面工作，而不需要经过由市场来决定的人力市场求职。严格来说，所有在国有企业工作的工人都是公务员，而他们在单位的工作是有终身保障性的，他们除了每个月的工资以外，就算在退休之后还能从单位裡支取工资。
为了要确保所有的人都有工作的指標，这些国有企业往往都聘请了远高于需求的人员数目，以至这些国有企业都有大量的冗员，经济效益严重低下。坊间一些说法是国有企业的工作“做也三十六，不做也三十六”——意思是说不论工作表现如何，工人都能够获得全数的工资。同时，这些国有企业也没有一个根据表现而拟定的工资制度。以至工人们没有把工作做好的推动力。虽然后来国有企业也开设了奖金制度，发放奖金给表现好的员工，但毕竟并不能够解决一些基本的问题，如冗员、低效益等。
冗员和低效益往往都与铁饭碗拉上关系，铁饭碗所带来的另外一些问题还有工人对政府或单位的过分依赖性，以及工人们面临无法再就业的困境，好處面則是铁饭碗的僱員工作壓力較低，較沒有壓榨僱員的現象，工作生涯中各方面都穩定，所以在用語中铁饭碗的工作至今還是偏向一種褒獎詞，稱人搶到了一份好工作。

## 榮景不再
当中華人民共和國後期經濟面臨危機，開始在1980年代进行改革开放的时候，随着外资企业和中外合资经营企业的競爭出现，政府也改变了一些有关于人力资源分配的法规。这些企业可以根据企业自己的需要进行招聘，也可以根据雇员的表现进行赏罚。
同时，很多国有企业的工作冗员沈重，随着股份化而开始大量移除，以圖降本增效求生，当时几乎有1/3的業績表現不佳的工人瞬间面临下岗的危机，尤其以東北地區最為嚴重。这些工人有一部分在下岗之后成功的转型，有的找到了新的工作，有的则成为了民营企业家，但大部分的下岗工人始终都没有办法再就业。这些失业的工人是中華人民共和國社会发展的一个隐忧，有人认为下岗工人将会引发大量的社会问题，也有認為堅定支持下崗才能大破大立走回正路。
儘管如此，仍然保留有一定終身受俸職，直到中華人民共和国《事业单位人事管理条例》于2014年7月1日起实施。最大的转变是将事业单位与职工确定为“合同关系”，打破终身制，实现人员能进能出。至此勞動者回歸市場機制，事业单位工作人员的“铁饭碗”全面打破。